# Arngrímur Jónsson

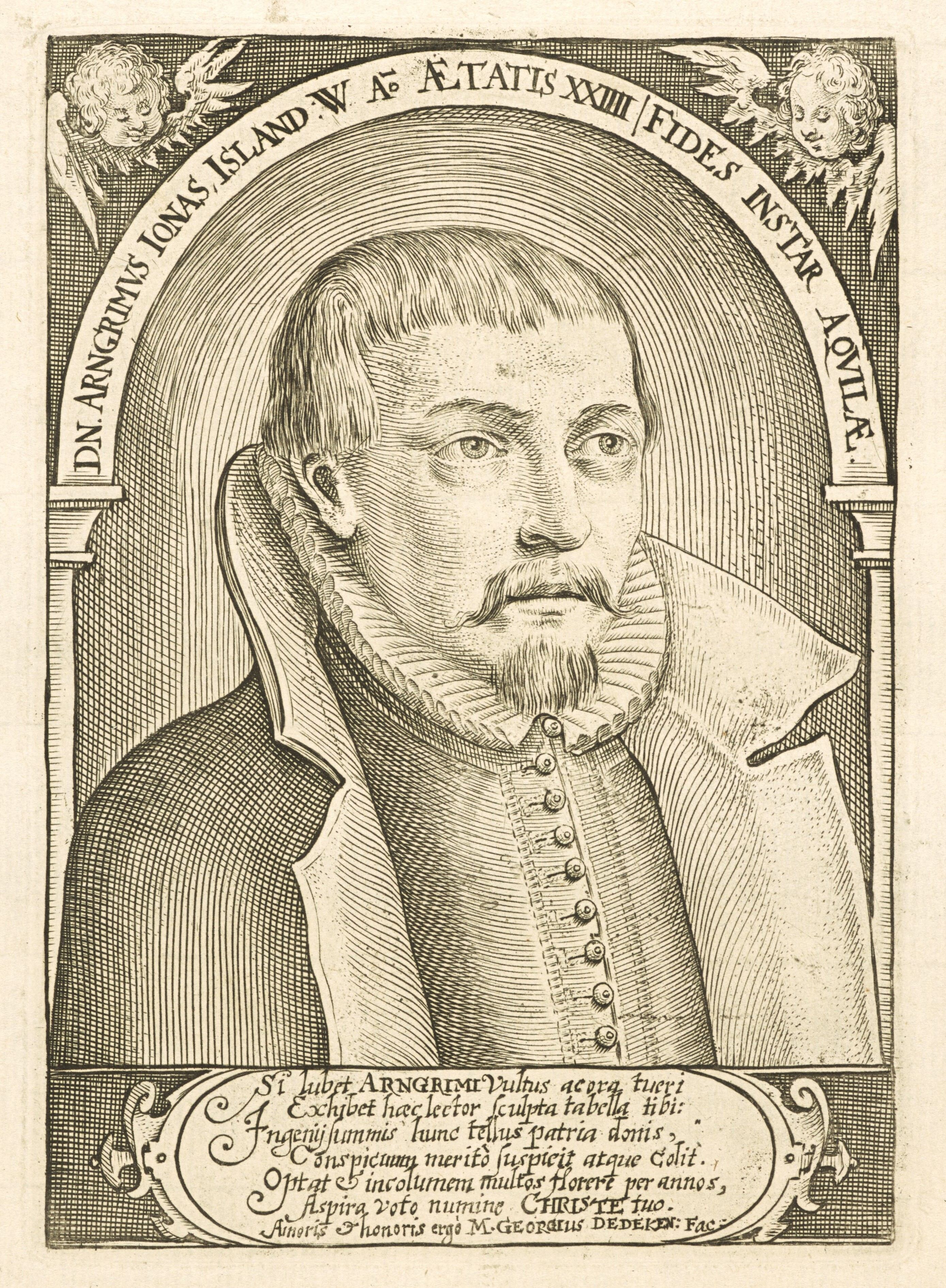
Arngrímur Jónsson

Arngrímur auf dem 10-Kronen-Geldschein

Arngrímur Jónsson der Gelehrte (isländisch: Arngrímur Jónsson lærði,) (* 1568 in Auðunarstaðir im Víðidalur; † 27. Junijul. / 7. Juli 1648greg. in Melstaður im Vestur-Húnavatnssýsla) war ein isländischer Gelehrter. Er gab sich später den Namenszusatz Widalinus (Vídalín) nach seiner Heimatgegend, den einige seiner Nachkommen übernahmen.

## Leben
Er war der Sohn von Jón Jónsson († 1591) und dessen Frau Ingibjörg Loftsdóttir. Nach eigener Aussage kam Arngrímur mit acht Jahren in den Haushalt seines Großcousins Guðbrandur Þorláksson, Bischof von Hólar, wo er fortan aufwuchs und eine umfassende Schulbildung erhielt.
1598 heiratete er Solveig Gunnarsdóttir (~1570–1627), mit der er vier Kinder hatte. Drei von ihnen erreichten das Erwachsenenalter: Helga Arngrímsdóttir (1599–1646), Gunnar Arngrímsson (~1600–1642) und Jón Arngrímsson (~1610–1658).
Nach Solveigs Tod nahm er 1628 oder 1629 Sigríður Bjarnadóttir (~1601–?) zur Frau, eine Großnichte von Guðbrandur Þorláksson. Von den neun Kindern, die aus dieser Ehe hervorgingen, überlebten sieben: Þorkell Arngrímsson (1629–1677), Solveig Arngrímsdóttir (~1630–1703), Ingibjörg (~1630–?), Þorlákur (1631–1673), Bjarni (1638–1690), Guðbrandur (1639–1719) und Hildur (1643–1725).

## Werdegang
Mit 17 Jahren kam er für vier Jahre an die Universität Kopenhagen. Nach seiner Rückkehr 1589 wurde er Rektor der Lateinschule in Hólar und bischöflicher Kapellan. Das Rektorat behielt er bis 1598. 1596–1628 war er als bischöflicher Vikar Vertreter des Bischofs und verwaltete das Bistum während der langwierigen Krankheit des Bischofs bis zu dessen Tod 1627. Im selben Zeitraum wurde er auch Pfarrer von Melstaður, wo er sich niederließ. Er war der engste Vertraute des Bischofs in dessen heftigen Rechtsstreitigkeiten. In dieser Funktion reiste er 1592 über Hamburg nach Kopenhagen, wo er bis 1593 blieb. Diese und eine spätere Auslandsreise 1602 nach Dänemark erhielten durch die dort geknüpften Verbindungen große Bedeutung.

## Nachwirkung
Während er von seinen Zeitgenossen lediglich als tüchtiger Prälat wahrgenommen wurde, hob die Nachwelt seine nationale Bedeutung hervor, weil er früher als andere Isländer sich ausländischen Gelehrten als ebenbürtig erwies. Durch seine auf Latein verfassten Bücher lenkte er deren Blick auf das mittelalterliche Island und dessen alte Literatur. Er gilt daher als Begründer der isländischen Renaissance. König Christian IV. übertrug ihm die Aufgabe, alte Handschriften zu sammeln, sie zu übersetzen und zur Auswertung nach Kopenhagen zu senden. Dafür erhielt er einen Teil der Abgaben aus dem Krongut in Hallbjarnareyri. Diese Arbeit brachte ihn auch dazu, die vorherrschenden Darstellungen Islands bei ausländischen Autoren zu korrigieren. Weiterhin übersetzte er verschiedene isländische Sagas für dänische Gelehrte ins Lateinische, z. B. die Jómsvíkinga saga und die norwegischen und dänischen Königssagas. Sie haben auch heute noch Bedeutung wegen ihrer inzwischen zum Teil verloren gegangenen Quellen. Arngrímur stand in ständigem Briefwechsel mit dänischen Gelehrten wie Ole Worm und Stephan Stephanius.
Seine literarische Tätigkeit begann mit Brevis Commentarius de Islandia, ein Versuch, die zeitgenössischen Ansichten über Island zu korrigieren und auszumerzen. Anlass war das niederdeutsche Gedicht Van Yßlandt des Hamburgers Gories Peerse, der darin die Isländer und ihre Lebensgewohnheiten verächtlich machte. Während dieses Gedicht selbst keine große Beachtung gefunden hatte, stützte sich offensichtlich Dithmar Blefken auf dieses Gedicht in seinem Werk Islandia, sive populorum et mirabilium quæ in ea Insula reperiuntur accuratior Descriptio; Cui de Gronlandia sub finem quædam adjecta (Leiden 1607). Da er auf Latein schrieb, fand es große Verbreitung in mehreren Auflagen und wurde ins Niederländische (1608, 1706, 1726), ins Deutsche (1613, 1725) und zum Teil auch ins Französische übersetzt. Dagegen wandte sich Arngrímur mit seiner Polemik Anatome Blefkeniana und, als die Schilderungen Blefkens immer noch weiteren Autoren wie David Fabricius als Grundlage dienten, mit der Schrift Epistola pro patria defensoria.
Außerhalb seiner polemischen Schriften steht sein Hauptwerk Crymogæa (griech. "Eisland"). Darin zeigt sich, dass ihm die Geschichte näher stand als die Beschreibung der Natur und der Geographie des Landes. Auch die zeitgenössischen Verhältnisse werden nur gestreift. Stattdessen werden die isländische Sprache, Literatur und Gesellschaft von der Entdeckung der Insel bis zu Beginn des 17. Jahrhunderts ausführlich dargestellt. Er entwickelte die Theorie, dass die zu seiner Zeit gesprochene isländische Sprache die alte Sprache der Nordländer sein müsse, die gleiche Sprache also, die in Runeninschriften zu finden sei, ein Zweig der alten gotischen Sprache. Er stellte es den klassischen Sprachen Latein und Griechisch zur Seite und forderte, dass diese Sprache rein erhalten werden müsse. Diese Ansicht fand ihre Stütze darin, dass isländische Studenten in Kopenhagen mühelos mittelalterliche Handschriften lesen konnten. In der ersten Hälfte des 19. Jahrhunderts bekräftigte Rasmus Christian Rask noch einmal diese Ansicht. Arngrímur beschrieb zwar den Alten Vertrag als einen Verlust der Freiheit, dachte aber noch nicht an eine Unabhängigkeit Islands oder an eine  Wiederherstellung des Freistaates. Stattdessen pries er die dänischen Könige für ihre Fürsorge für ihre isländischen Untertanen. Seine letzte Schrift war Specimen Islandiæ historicum. Darin stellte er die Landnahme dar und wandte sich gegen die Auffassung, dass Island mit Thule identisch sei. Einige Jahre zuvor hatte er noch die mehr persönliche Schrift Apotribe virulentæ et atrocis Calumniæ verfasst.
Er versuchte sich auch als isländischer und lateinischer Dichter und verfasste zudem juristische Schriften in seiner Muttersprache sowie andere Texte auf Latein.
Arngrímur Jónsson gilt als Wegbereiter des isländischen Humanismus.

## Werke
- Idea veri Magistratus, Dissertation, Kopenhagen 1589 (verloren)
- Brevis Commentarius de Islandia, Kopenhagen 1593
- Historia Jomsburgensium (lat. Übersetzung der Jómsvíkinga saga), erstmals vollständig gedruckt 1877
- Supplementum Historiæ Norvegicæ (1596/97)
- Rerum Danicarum Fragmenta (1596/97)
- Psalmur í Davíðs Psaltara sá XCI af Síra Arngrími Jónssyni, Hólar 1598
- Soliloquia de passione Jesu Christi, (isl.), [Hólar] 1599, 1651, 1662, 1677, 1697
- Crymogæa sive Rerum Islandicarum Libri III (1597–1602), Hamburg 1609, 1610, 1614, 1618 und öfter
- Gronlandia (1597–1602), isl. Gronlandia eður Grænlandz saga, Skálholt 1688, und dän. Grönlandia eller Historie om Grønland, Kopenhagen 1732
- Theoria, vel Speculum vitæ æternæ / Speigell Eilifz Lijfs, [Hólar] 1607
- Anatome Blefkeniana, Hólar 1612, Hamburg 1613
- Epistola pro patria defensoria, Hamburg 1618
- Krosskveðjur þess heilaga kjenniföðurs, [Hólar] 1618
- Biblia parva eður Almennilegur Catechismus (1590), gedruckt 1622
- Ἀποτριβὴ [Apotribe] virulentæ et atrocis Calumniæ, Hamburg 1622
- Ἀθανασία [Athanasia] sive nominis ac famæ Immortalitas Reverendi ac incomparabilis Viri Dn. Gudbrandi Thorlacii, Hamburg 1630
- Specimen Islandiæ historicum, et magna ex parte chorographicum, Amsterdam 1643